# Kanton Saint-Benoît-2
Kanton Saint-Benoît-2 (francouzsky Canton de Saint-Benoît-2) je francouzský kanton v departementu Réunion v regionu Réunion. Tvoří ho část města Saint-Benoît a obce Saint-Philippe a Sainte-Rose.